# Ярослав (місто)
Яро́слав (пол. Jarosław польська: [jaˈrɔswaf] ( прослухати); їд. יאַרעסלאָוו, латиніз. Yareslov; нім. Jaroslau) — місто в Польщі, адміністративний центр Ярославського повіту Підкарпатського воєводства, на лівому березі річки Сян. Для здійснення місцевого самоврядування в межах міста існує однойменна міська ґміна. Окрім цього, в місті знаходиться керівництво сільської ґміни Ярослав, до якої саме місто не входить.

## Історія

### З часів заснування
Заснування міста Ярослава українська історіографія пов'язує з походом князя Ярослава Мудрого (1019—1054) на Польщу. Метою походу київського князя було відвоювання західних руських волостей у польського короля Мешка II сина Болеслава I. У 1031 році князь Ярослав переходив річку Сян і заснував над нею поселення, назвавши його своїм ім'ям. Проте цей факт заперечують деякі польські історики, зокрема Казімеж Ґотфрід, який твердить, що «назва цього міста походить мабуть від якогось племінного князя», але якого саме — він не може сказати. Погляди польських істориків на проблему заснування Ярослава змінювались. За австрійських часів (перед Першою світовою війною) в польських школах Ярослава учителі вчили, що місто Ярослав заснував «руські ксьонже» Ярослав. Також у міжвоєнній Польщі деякі автори польські вважали князя Ярослава Мудрого засновником міста. Прикладом цього може бути праця польського священика Якуба Макари «Історія ярославської парафії», в якій він між іншим стверджує:
|  | Нам відомо, що первісний Ярослав знаходився на горі святого Миколая і був оборонним містом над Сяном. Здвигнув його у 1031 році київський князь Ярослав Мудрий, який хотів забезпечити оборонну лінію Сяну перед наїздами західного сусіда. Рівночасно почалась руська колонізація околиць зайнятих русинами. Тоді то Ярослав Мудрий розташував тут військо та руських урядовців і тоді ж силою обставин навколо міста почало поселятись руське населення. Немає сумніву, що це населення потребувало духовних послуг. Отже первісну церкву можемо собі уявити лише в сусідстві укріплень, а саме на горі святого Миколая |

Прихильником ідеї, що саме князь Ярослав був засновником міста, був також польський історик Мечислав Орлович, про це він пише у своїй праці про Ярослав 1921 року. Те, що саме князь Ярослав заснував місто з українським населенням (як це науково доказав у своїй статті Я. Пастернак) і назвав його своїм ім'ям, на думку українських істориків, близьке до історичної правди, адже за рік перед тим князь Ярослав заснував після підкорення фінського племені чудь на їхній території город і назвав його своїм другим «християнським» іменем Юріїв, що був перейменований пізніше німецькими колоністами на Дерпт-Дорпат, сьогодні — Тарту — місто в Естонії.

### Руський період

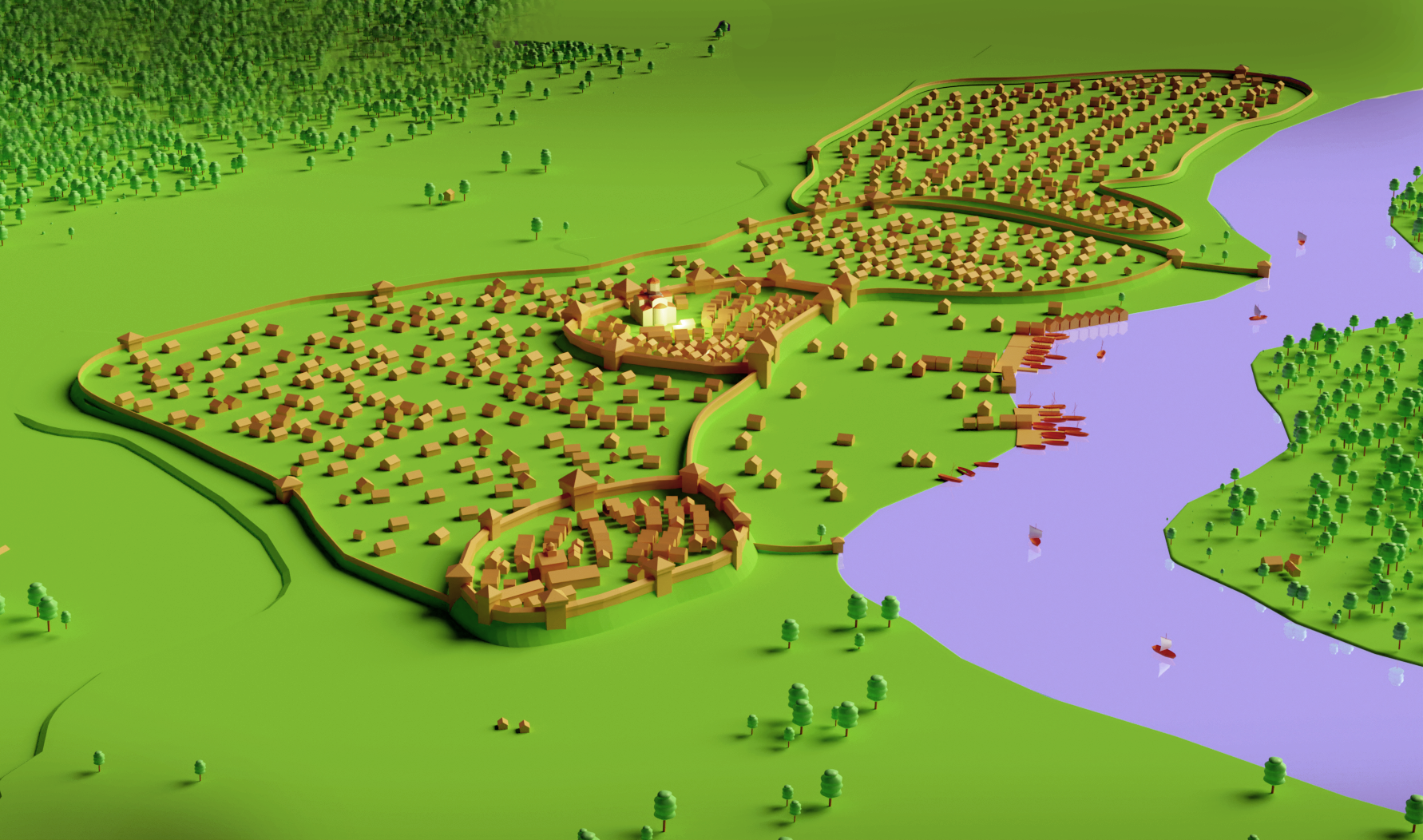
Місто Ярослав за часів Галицького князівства (варіант просторової реконструкції)

Першу історичну згадку про місто, яке належало до галицько-волинських князів, виявлено в Іпатіївському літописі під 1152 роком. У ній йдеться про те, що київський князь Ізяслав і угорський король Гейза І вибралися походом на галицького князя Володимирка, який з ними ворогував. Армії трьох правителів зійшлися за Сяном між Перемишлем і Ярославом. Чергова згадку про Ярослав міститься в цьому ж літописі під 1231 роком. У 1234 році Ярослав згадує одне угорське джерело. Пізніші історичні згадки про Ярослав пов'язані з довгою війною, тереном якої стали саме надсянські городи, в тому числі і Ярослав.
Посилаючись на ті відомості, польські історики називають тодішній княжих часів Ярослав «важним руським городом», бо він справді лежав на українській території і мав справді важливе стратегічне значення. Крім княжого замку і церкви, також був монастир польських католицьких сестер бенедиктинок, яких очевидно, спровадили сюди польські князі. З цих давніх часів Ярослав також був важливим комунікаційним вузлом, через який пролягала магістраль Київ — Перемишль —  Краків — Прага.
У 1245 році під Ярославом відбулася Ярославська битва. Міські права Ярослав дістав у 1323 році.

### Польський період
З середини XIV століття перебуває у складі Польщі. У 1375 році місто отримало Маґдебурзьке право. Король Ягайло мав намір надати, зокрема, місто Ярослав на «княжому праві» своєму пасербу Пілецькому (Ян Длуґош називав володіння, яке мав отримати Пілецький, графством). Однак цьому почало активно протидіяти «міністри краківського двору», тому він відмовився від цього надання.
У 1493 році були два напади турків та волохів, які знищили місто (також сусідній Переворськ).
Після одруження із Софією з Одровонжів Ян Костка отримав місто як посаг дружини. З 1592 року перебував у спільній власності князя Олександра Острозького та його дружини Анни з Костків. У 1593 році Олександр Острозький розбив татар під Ярославом. У 1600 році відбулася пожежа у місті. У 1625 році пожежа спричинила великі спустошення міста, але через опіку містом з боку власниці Анни Острозької їх наслідки вдалось швидко подолати, місто було одним з найзаможніших в Речі Посполитій. У XVI—XVIII століттях Ярослав був місцем міжнародного ярмарку; за часів Анни Острозької ярмарок був відомий торгівлею волами та кіньми.
Походи козаків (1649), шведів і угорців (1656—1657) не сприяли розвиткові міста.
Наприкінці XVI століття у Ярославі діяло при церкві св. Успіння братство св. Онуфрія, яке утримувало школу (проіснувало до XIX століття). Магнат Потоцький Станіслав надав гроші для коронації чудотворної ікони Матері Божої (латинський обряд), яка знаходилась в костелі єзуїтів на Пяску у 1756 році).

### Австрійський період
Після 1772 року з приходом австрійської адміністрації на зміну полонізації приходить помітна германізація Ярослава. У місті почав формуватись новий тип купця-промисловця та урядовця. У місті було скасовано польську єзуїтську колегію та кілька інших шкіл меншого значення, залишилося тільки так звана головна (німецька) школа. В самому місті і на околицях почали селитися німецькі колоністи. Великі кількатижневі ярославські ярмарки замінили звичайні щотижневі і це не могло не відбитися негативно на економіці міста. Змінився також зовнішний вигляд Ярослава: зруйновано залишки давніх оборонних мурів і інших старовинних будівель, зокрема середньовічний католицький парафіяльний костел. Три інші парафіяльні костели перебудовано на військові магазини. Це саме сталось і в деяких селах повіту. Державній конфіскації підпали земельні посілості, що були власністю костелів.
У 1780 році в місті спалахнула пожежа, яка зруйнувала його вщент. Проте вже до 1800 року місто відбудувалось і нараховувало 11 000 мешканців. На початку XIX століття Ярослав став типовим занедбаним галицьким містечком, який, проте став ареною нових, інколи несподіваних, історично-політичних подій. Зокрема у 1809 році через місто проходили частини наполеонівської армії, що прямували з Сандомира на Львів. Велике значення для міста мали події з часів польського листопадового повстання 1831 року та так званої «Весни народів» (1848), наслідком якої стало скасування панщини. У 1849 році через Ярослав переходила російська армія в поході на охоплену революцією Угорщину. Разом з російською армією у місто прийшли епідемії, від яких постраждало чимало ярославців.
У 1846 році Ярослав одержав привілей вільного міста, тобто повну адміністраційну і законну незалежність від приватних власників-магнатів. У 1854 році Ярославщину відокремлено від перемиської округи і Ярослав став повітовим містом, до якого адміністраційно належали три малі містечка, а саме: Порохник, Радимно і Сенява, 97 сільських громад і 38 управлінь двірських маєтностей. Разом 139 адміністративних одиниць у яких жило 90 811 осіб. В Ярославі був теж повітовий суд. У 1880 році Ярослав налічував 12 948 мешканців, в тому 4320 римо-католиків, 4276 греко-католиків, 4300 євреїв та 53 особи інших віровизнань. Місто, що за останніх сто років занепало, почало підніматись, а це завдяки зростові торгівлі і промислу. Відновився сплав збіжжя і інших продуктів до Ґданська. Існувала в Ярославі дестилярня нафти, фабрика парафіни і свічок, кахлів. У двох фабриках мололи кості і виробляли клей. Налічувалося три цегельні і засновано у 1879 році кошикарську школу. Дуже добре розвивався шевський і гарбарський промисли. У 1881 році було 40 концесійних шевців і 300 інших (домашніх), що виробляли 60 000 пар чобіт на рік. Торгівлю і промисли підтримували фінансові інституції. Кожного тижня відбувалось по два торги, а крім цього було 12 річних ярмарків, що тривали по три дні.
У 1882 році римо-католики відбудували парафіяльний костел, збудований у 1571 році, а колишня єзуїтська колегія стала домініканським монастирем. Був ще костел отців-реформатів і невелика протестантська громада. У північно-східній частині ринку була мала вбога церковця з приходом. Крім того існувала ще з XIII століття вірменська церква. При шляху на Радимно у 1876 році споруджено двоповерховий дім, а в ньому монастир «Панєн-нєпокалянек», — монашок, що займались вихованням дівчат з найбагатших родин.
Ярослав був осідком староства, повітового суду, повітової ради, окружної шкільної ради для Ярославського і Чесанівського повітів, та поштового і телеграфного урядів. Були у місті школи: хлоп'яча чотирикласова (народна) школа, п'ятикласова дівоча (так звана виділова), і вища реальна школа (гімназія), а на лежайськім передмісті одно- і двокласові народні школи (усіх 13, очевидно, всі з польською мовою навчання).
Помітно зростало число населення міста: у 1880 році налічувалося приблизно 13 000 мешканців, у 1900 році — 22 000, а у 1910 році чисельність зросла до 24 000 осіб. На той час Ярославщина отримала разом з усією галицькою провінцією велику самоуправу, а разом з цим ішов невпинний процес полонізації шкільництва і урядів. Також в цей час відбувалося істотне пожвавлення господарського життя, зокрема в дещо занедбаному хліборобстві. Було це в зв'язку з живим розвитком т. зв. людового руху, тобто процесу переселення з перелюднених ярославських сіл у місто. Було чимало фільварків, а також дрібних господарств, тому радикальні ідеї і кличі людового руху мали в Ярославщині чимало прихильників. Цей рух поширювався одночасно з господарським розвитком при засновуванні кооператив, хліборобських кружків чи влаштовуванні сільськогосподарських вистав. При поступовому розвитку хліборобства, Ярославський повіт залишався проте далеко позаду у ділянці промисловості. Великій природний приріст населення, зокрема сільського, а внаслідок цього роздріблення сільських ґрунтів, спричинював повільний, але постійний зріст голоду на землю. Це було причиною тривалої і сезонної еміграції.
Найкорисніше змінився Ярослав у 1867—1914 роках, коли на колишніх передмістях розбудовано місто, урегульовано вулиці і площі, у 1900 році заведено газове освітлення. Поширено теж значно шкільну мережу.

### Перша світова війна та періодЗУНР
Вибух Першої світової війни відбився сильним відгомоном серед ярославських поляків, які очікували, що Австрія разом з Німеччиною та іншими союзниками розіб'є Росію і Польща стане незалежною. Такі ж надії плекали інші підавстрійські народи, в тому числі українці. Але всі ці сподівання скоро притьмарили події, яких цивільне населення не очікувало; прийшло до масових арештів москвофілів, а теж запідозрених в симпатіях до Росії доволі великого числа української інтелігенції і вивозу арештованих до таборів відокремлення у Талергофі (біля Ґрацу). Другою, сумної пам'яті, подією були жорстокості частин мадярської армії, так званої «гонведів», які, в пошуках за здогадними шпигунами, знущалися над цивільним населенням і жорстоко карали смертю сотні і тисячі невинних людей.
Внаслідок воєнних операцій і невдач австрійської армії доволі швидко прийшло до окупації Галичини російською армією. Ярослав опинився у російських руках, але російська військова влада не втручалась у міське самоврядування і доволі гуманно ставилась до місцевого населення. Російські урядові кола, як це стверджує один з польських істориків того часу, стояли на становищі, що «город Ярослав — це прадавнє руське місто, який разом з усією східною Галичиною аж по річку Вислок має належати до Росії»!
Розвал Австрії (наприкінці жовтня 1918 року) активізував місцевих польських патріотів і прийшло до сформування польської «Національної Гвардії», яка, складена з місцевих урядовців і молоді (всі інші чоловіки були мобілізовані до австрійської армії), взялась патрулювати місто та охороняти порожні від війська казарми. Коли 1 листопада 1918 року оголошено прокламацію до населення про приєднання Галичини до польської держави, почалась організація польської армії.
Наприкінці жовтня 1918 року після проголошення створення Української держави на території колишніх австрійських володінь в Галичині, Володимерії, Буковині український синьо-жовтий штандарт був піднятий над українізованою військовою частиною в місті. Польська влада за допомогою підрозділів польських легіонерів змогла захопити цю частину.

### Міжвоєнний період
Між двома світовими війнами, в Ярославі була низка українських культурно-освітніх і кооперативних установ та товариств: товариство для міщан і ремісників «Родина» (з 1905), філія «Просвіти» (1910), Бурса імені св. Онуфрія (з 1904, 1940—1944 — також дівочий інтернат), ряд кооперативів: «Народний Дім» (1924—1932), кредитовий кооператив «Український Народний Дім» (1931—1940), Повітовий Союз Кооперативів (1929) тощо. У 1930-х pоках у Ярославі мешкало 14 % українців, 52 % поляків, 34 % євреїв (у повіті — відповідно: 37 %, 45,3 % і 8,8 %).

### Німецький період

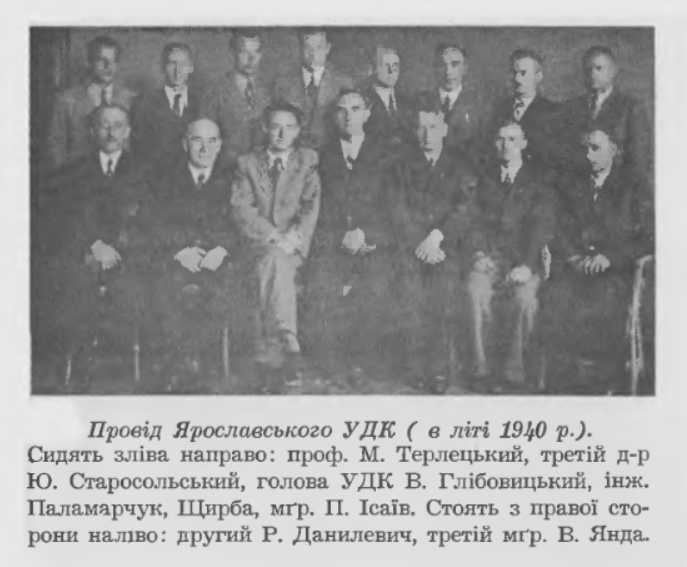
Провід Українського Допомогового Комітету у Ярославі (1940)

У 1940—1944 роках в місті діяла Державна українська гімназія, в якій у 1943/1944 навчальному році навчалося 485 учнів. У 1940 році в Ярославі був організований Український Кооперативний Банк, фінансову базу для кооперації, а відділи цього банку були в Любліні та Кракові. У місті виходив часопис українського повітового Союзу Кооперативу Сільський господар. 

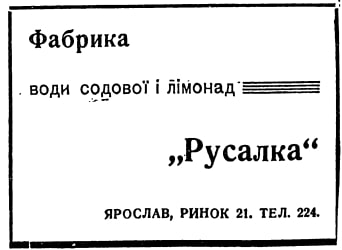
Фабрика содової води «Русалка» в Ярославі

Працював Український допомоговий комітет. 17 серпня 1940 року в Ярославі відбулася нарада українців представників молочарської кооперації, за участі 47 делегатів з цілої Генеральної Губернії. Нараду відкрив інженер Михайло Хроновят. У місті працювали такі українські підпріємства: книгарня «Логос»,  фабрика содової води «Русалка», друкарня «Альфа», фірма будівельних матеріалів Володимира Зайця, крамниця мішаних товарів «Пчілка», та багато інших підприємств.

### У складі ПНР
На початку 1945 року відбулося примусове виселення до УРСР з Ярослава 1066 українців (462 родини), з Долішнього Передмістя — 524 українців (164 родини), з хутора Мішталі — 119 українців (34 родини), з хутора Ставки — 103 українці (26 родин), головним чином до Станіславської області, а на початку 1947 року — рештки українців вивезли на Ольштинщину у північно-східній Польщі.
У післявоєнний період до міста включені приміські села Кругель Павлосівський, Кругель Полкинський, Мішталі, Ставки.
В Ярославі від 1965 року існує душпастирський осередок Греко-Католицької Церкви, з 1985 року — гурток УСКТ та пункт навчання дітей української мови.
На еміграції вихідці з Ярославщини 1965 р. створили Об'єднання «Ярославщина та окраїни Засяння» в діаспорі, з осідком у Чикаго (США).

## Пам'ятки

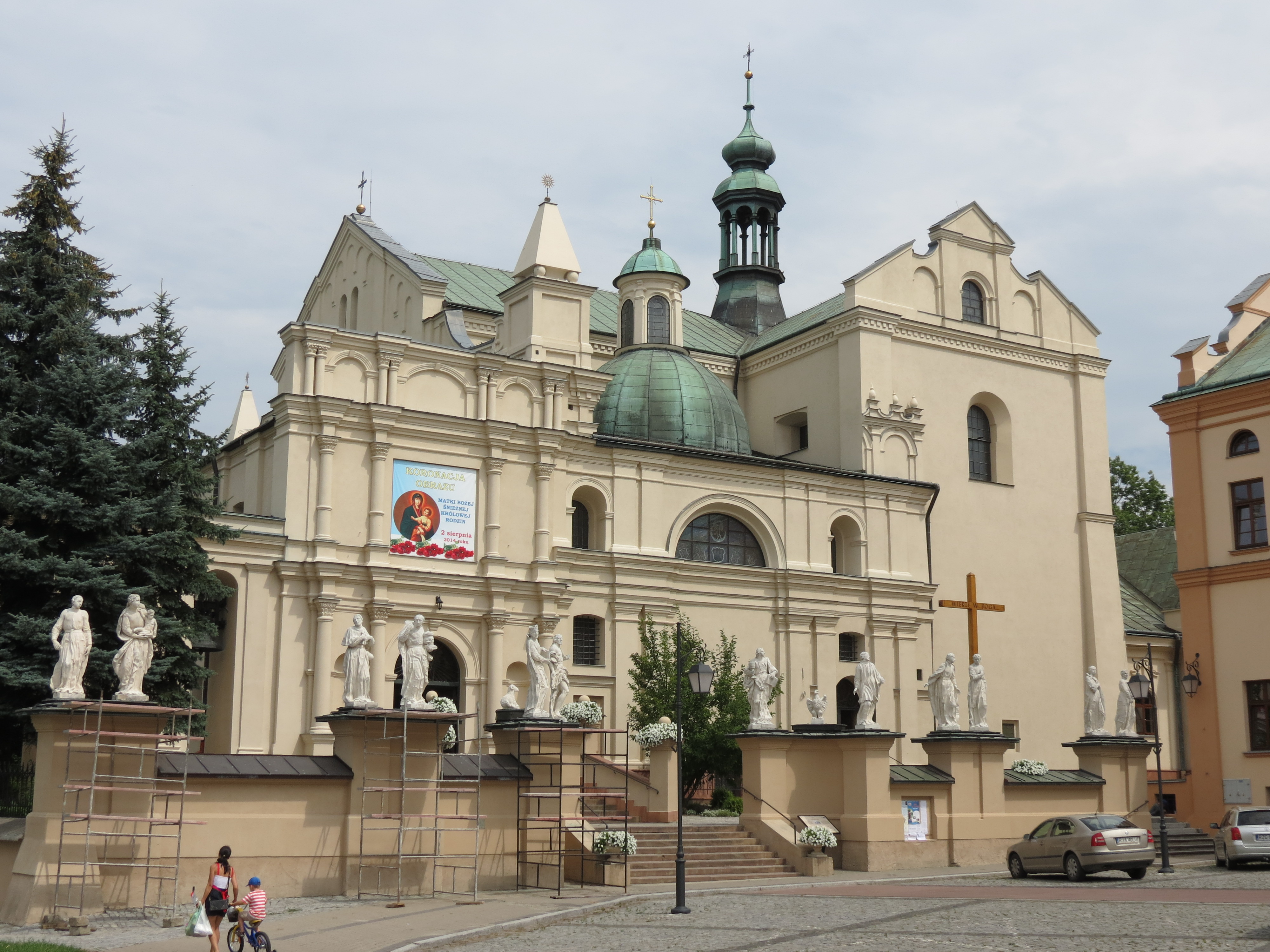
Костел Божого Тіла

Ярослав багатий на архітектурні пам'ятки, старовинні церкви й костели. Костел Божого Тіла та монастир Домініканців побудовані на місці старовинного городища (спочатку єзуїтів «на Полі»). 16—17 ст. датуються ренесансові будинки (кам'яниця Орсетті, 1580), 1714 р. побудовано церкву Преображення Господнього, яку після 40-річної перерви 1987 р. повернено вірним УГКЦ. Нинішній костел Божого Тіла (колишня колегіата) — найдавніший збережений храм Польщі, що раніше належав ордену єзуїтів.

## Населення
Демографічна структура станом на 31 березня 2011 року:
|          | Загалом | Допрацездатний вік | Працездатний вік | Постпрацездатний вік |
| -------- | ------- | ------------------ | ---------------- | -------------------- |
| Чоловіки | 18678   | 3467               | 13214            | 1997                 |
| Жінки    | 21179   | 3418               | 12872            | 4889                 |
| Разом    | 39857   | 6885               | 26086            | 6886                 |

## Відомі особи
Уродженці міста
- Йосиф Брилинський — священик, декан Куликівського деканату УГКЦ, посол австрійського Райхсрату.
- Варлаам Ванатович — український та російський православний церковний діяч.
- Антін Дербіш (1921—1991) — український співак.
- Роман Кудлик — український поет, критик.
- Дмитро Ліськевич (1883—1974) — український педагог та громадський діяч, в'язень сталінських таборів.
- Станіслав Людкевич — український композитор, музикознавець, фольклорист, педагог.
- Володимир Старосольський — український соціолог, правник, адвокат.

Пов'язані з містом
- І. Вапинський (пом. 1777) — довголітній бурмістр і меценат.
- Юліян Головінський (1894—1930)  — учень Ярославської гімназії, сотник Української Галицької Армії, командант VI (Равської) бригади УГА, II бригади ЧУГА, співорганізатор Української військової організації.
- Роман Мицик (1909—1996) — український економіст, член ОУН. Організатор Українського банку в місті (1939—1941 рр.).
- о. Омелян Погорецький (1867—1956) — український релігійний та суспільно-політичний діяч.
- Богдан Хмельницький (1595—1657) — український політик, полководець, гетьман Української козацької держави. Ймовірно навчався в єзуїтській колегії міста.
- о. Кипріан Хотинецький (1866 —1942) — український релігійний та громадський діяч.
- Ян Шеліга (пом. 1636) — друкар і книгар з Кракова[13].

Поховані
- Ярош Куропатницький — київський каштелян[14].

## Галерея

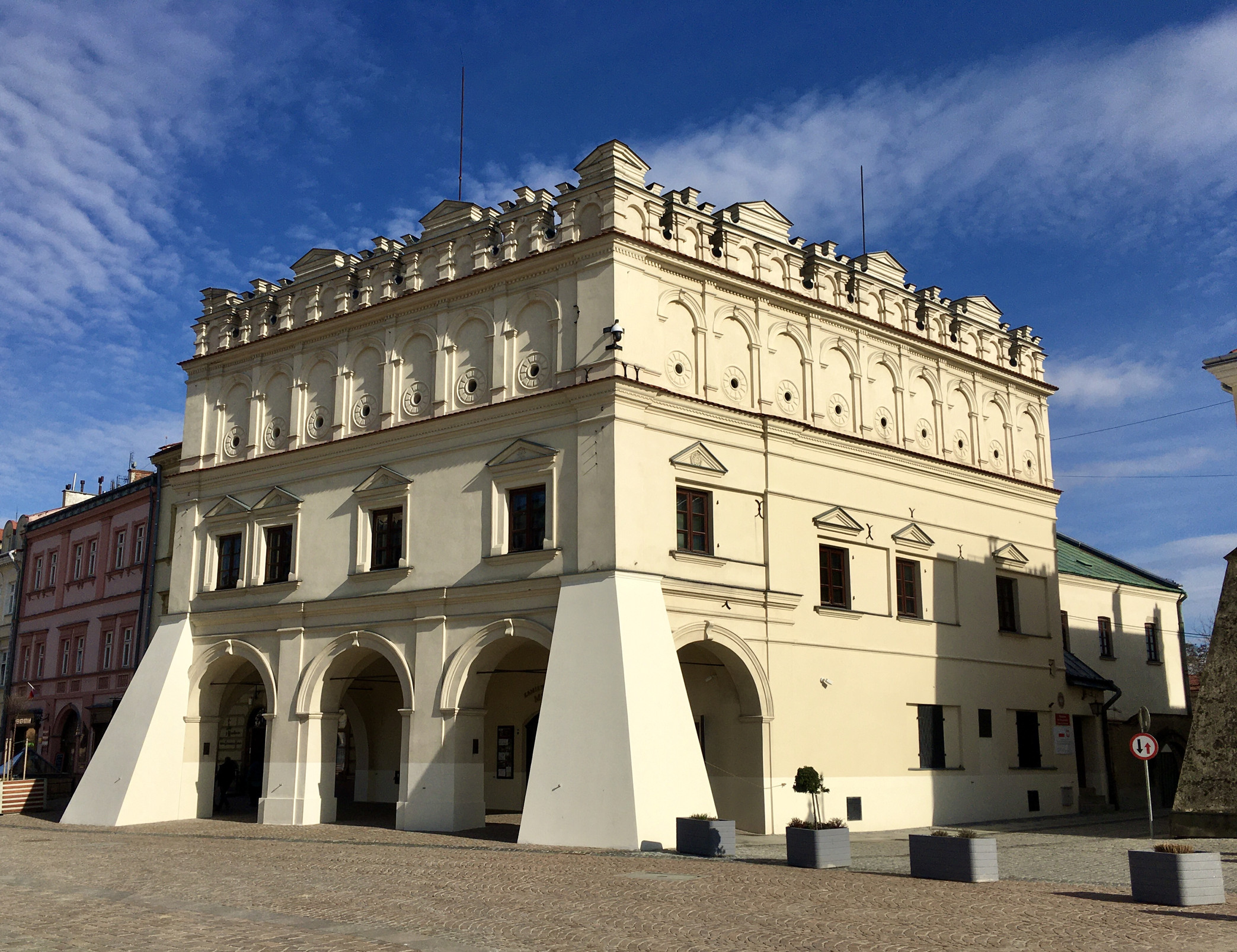
Кам'яниця Орсетті
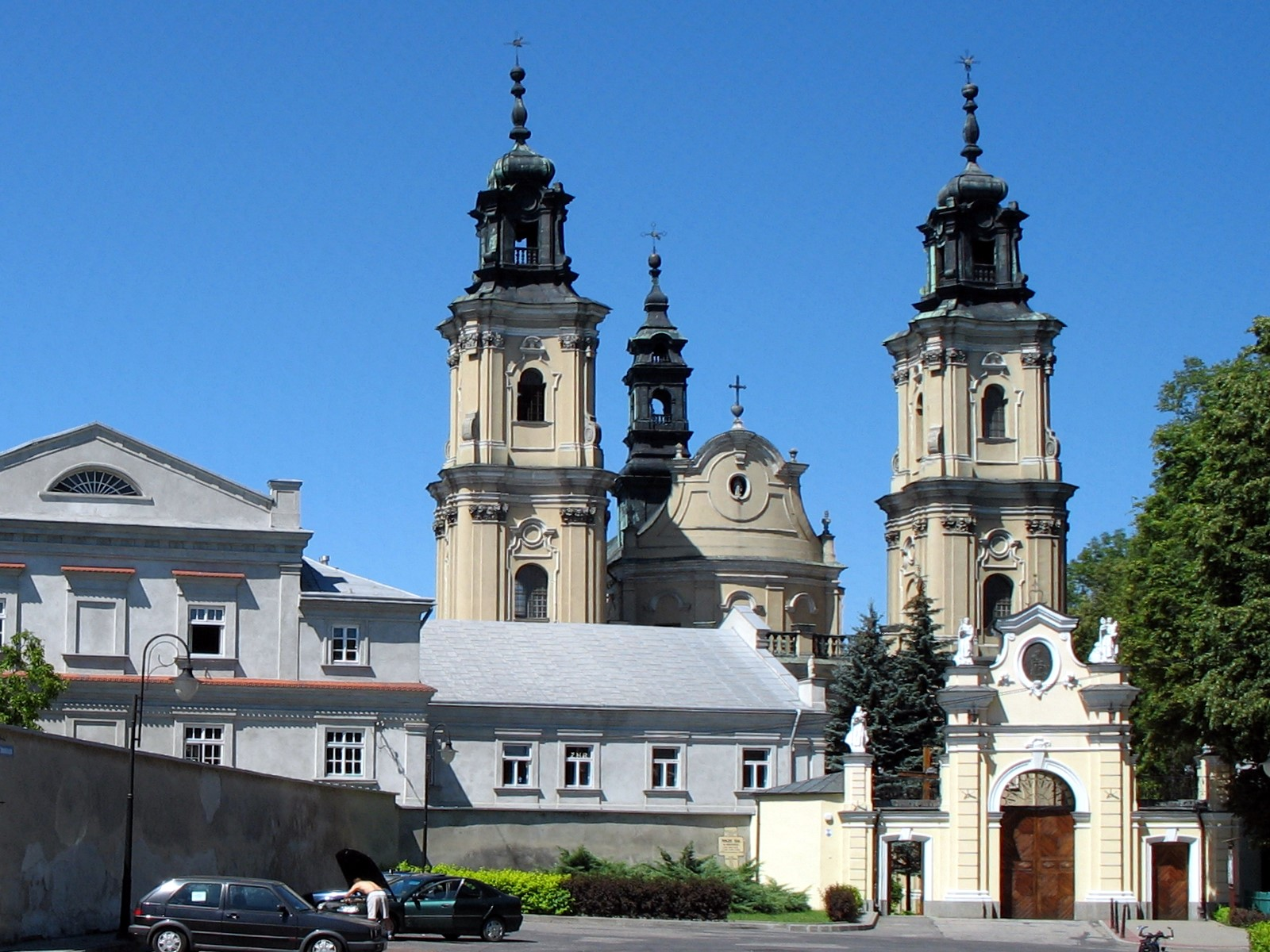
Костел домініканців (базиліка Матки Божої Болісної)
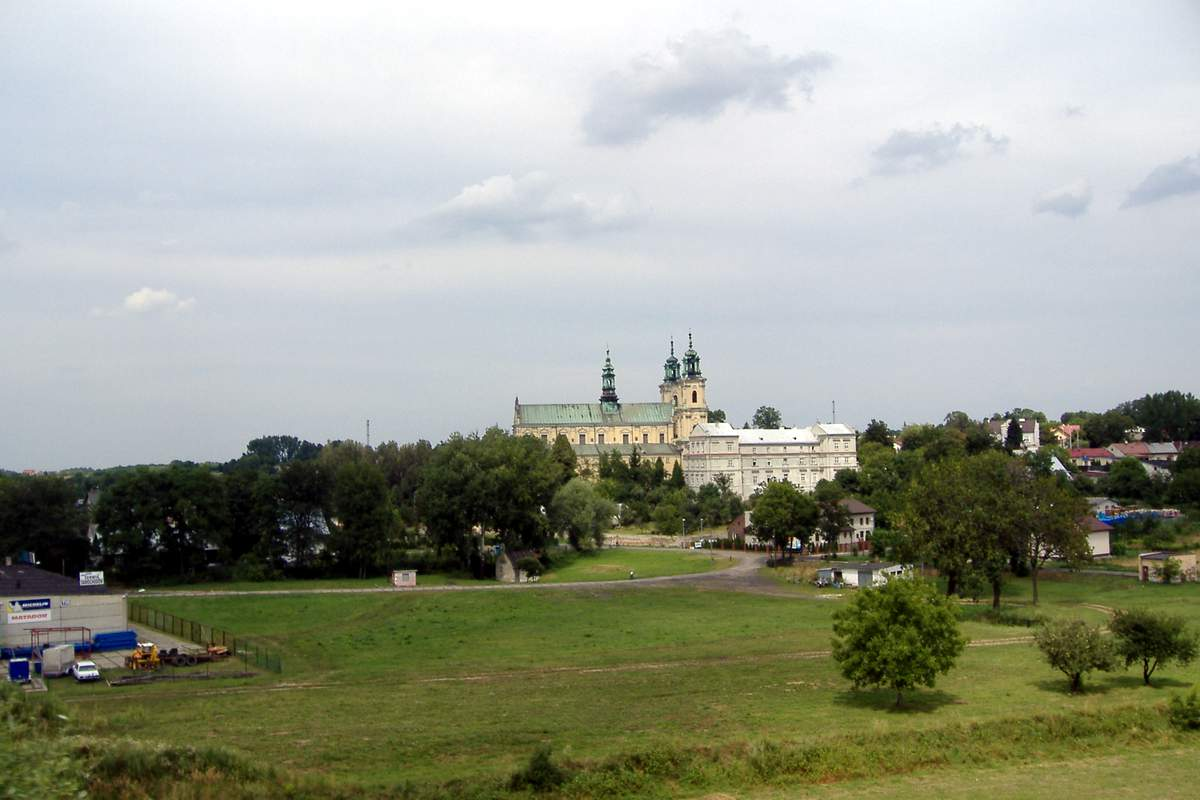
Костел
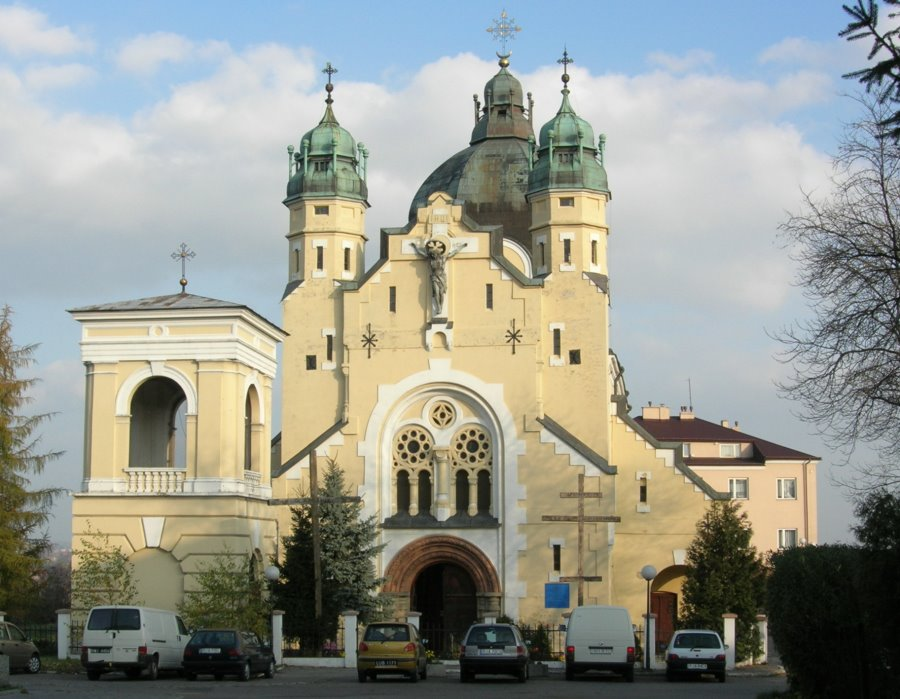
Γреко-католицька церква Преображення Господнього
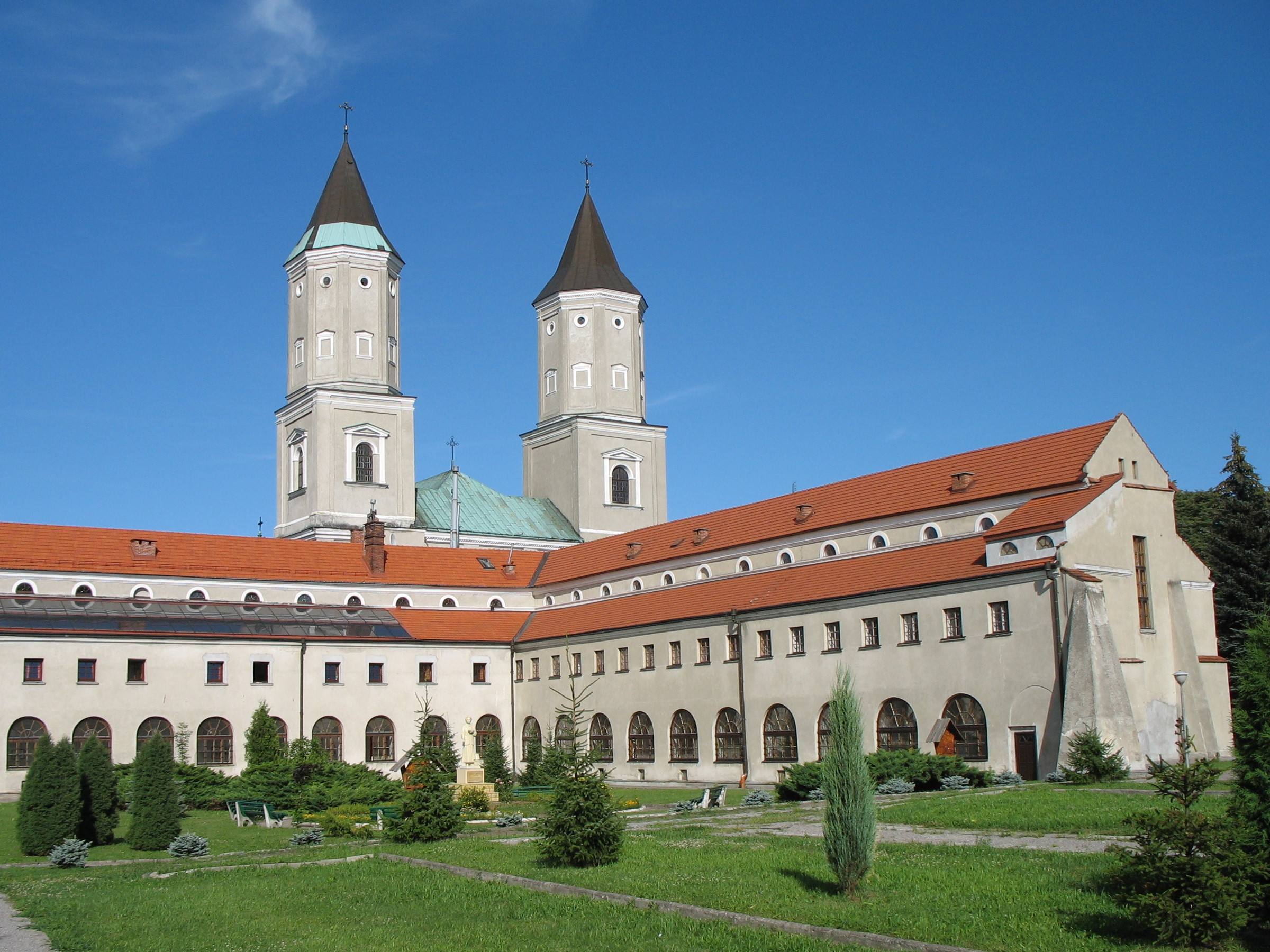
Костел
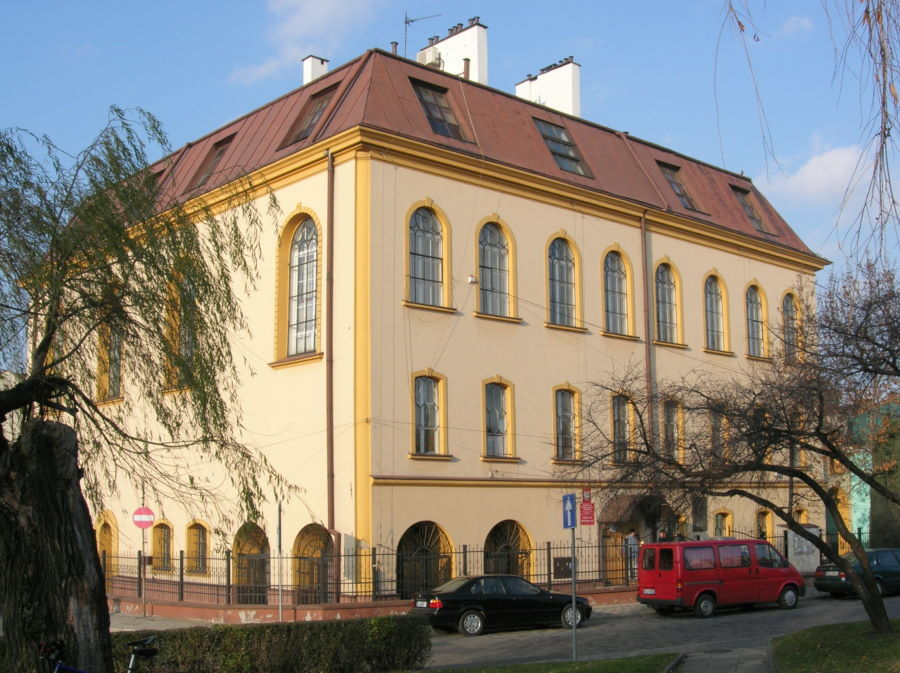
Синагога